# واين إلكوك
واين إلكوك (بالإنجليزية: Wayne Elcock)‏ مواليد 12 فبراير 1974 في برمنغهام، هو ملاكم محترف بريطاني يصنف ضمن فئة الوزن المتوسط.

## إحصائيات
خاض خلال مسيرته 23 نزالا، فاز في 19 ولم يتعادل وخسر في 4. فاز بالضربة القاضية في 9 نزالا.

## وصلات خارجية
- واين إلكوك على موقع بوكس ريك (الإنجليزية) (registration required)

- الموقع الرسمي